# أنطونيو روجيريو نوغيرا
أنطونيو روجيريو نوغيرا (تلفظ برتغالي: /ɐ̃ˈtoniu ʁoˈʒɛɾiu noˈɡejɾɐ/؛ مواليد 2 يونيو 1976) هو مُقاتل فنون قتالية مختلطة برازيلي سابق.

## وصلات خارجية
- أنطونيو روجيريو نوغيرا على موقع يو إف سي (الإنجليزية)
- أنطونيو روجيريو نوغيرا على موقع شيردوغ (الإنجليزية)
- أنطونيو روجيريو نوغيرا على موقع Tapology.com (الإنجليزية)
- أنطونيو روجيريو نوغيرا على موقع إي إس بي إن (الإنجليزية)
- أنطونيو روجيريو نوغيرا على موقع IMDb (الإنجليزية)
- أنطونيو روجيريو نوغيرا على موقع قاعدة بيانات الفيلم (الإنجليزية)